# Vitănești
Vităneşti é uma comuna romena localizada no distrito de Teleorman, na região de Muntênia. A comuna possui uma área de 72.82 km² e sua população era de 2903 habitantes segundo o censo de 2007.